# Écran Mágico
Écran Mágico foi um concurso de televisão português que se destinava a revelar novos talentos na arte da representação, transmitido pela RTP2 entre 1979 e 1980, com apresentação de Rui Mendes. De entre os concorrentes, destacam-se o violinista João Canto e Castro e José Jorge Duarte, vencedor da finalíssima.